# ミカエル・ニルソン (1978年生のサッカー選手)
ミカエル・ニルソン（Mikael Nilsson, 1978年6月24日 - ）は、スウェーデン・スコーネ県出身の元同国代表サッカー選手。現役時代のポジションはミッドフィールダー、ディフェンダー。
2006 FIFAワールドカップ・スウェーデン代表選手。サイドを基本に様々なポジションをこなし、セットプレーのキッカーを任されることもある。

## 経歴
2002年にスウェーデン代表デビュー。UEFA EURO 2004、UEFA EURO 2008に出場した。また、出場機会は無かったが、2006 FIFAワールドカップのメンバーにも選ばれている。2002年までに64試合に出場、3得点をあげた。

## 代表歴

### 出場大会
- スウェーデン代表
  - 2006 FIFAワールドカップ

### 試合数
- 国際Aマッチ 64試合 3得点（2002年-2009年）[1]

| スウェーデン代表 | 国際Aマッチ | 国際Aマッチ |
| 年               | 出場        | 得点        |
| ---------------- | ----------- | ----------- |
| 2002             | 1           | 2           |
| 2003             | 10          | 1           |
| 2004             | 13          | 0           |
| 2005             | 1           | 0           |
| 2006             | 8           | 0           |
| 2007             | 10          | 0           |
| 2008             | 12          | 0           |
| 2009             | 9           | 0           |
| 通算             | 64          | 3           |